# Mogadishu Soldier
Mogadishu Soldier er en norsk dokumentarfilm fra 2017 instrueret af Torstein Grude.

## Handling
Midt inde i Somalias hovedstad Mogadishu, en by med to millioner indbyggere, ligger styrker fra den Afrikanske Union i brutal krig med de radikale islamister i Al-Shabaab. 'Mogadishu Soldier' er resultatet af de over 500 bånd, som to af soldaterne selv har filmet midt i den kaotiske krigszone, og giver et uset og nært billede af hvad krig (også) er, set indefra i en ekstremt farlig by, som næsten ingen medier rapporterer fra. Både når de er i kamp, når de forsøger at hjælpe de civilie i skudlinien, og når de bare keder sig og intet sker - hvilket er de øjeblikke, der oftest siger mest om krigens natur.